# 头花韭
头花韭（学名：Allium glomeratum）是葱科葱属的植物。分布于中亚地区以及中国大陆的新疆等地，生长于海拔1,500米至3,000米的地区，常生于山坡及谷地，目前尚未由人工引种栽培。